# Паула Лейтон
Паула Лейтон (ісп. Paula Leitón, 27 квітня 2000) — іспанська ватерполістка.
Призерка Олімпійських Ігор 2020 року.
Призерка Чемпіонату світу з водних видів спорту 2017, 2019 років.